# Dendermonde
Dendermonde je grad i općina od 46.015 stanovnika u središnjoj Belgiji u pokrajini Istočna Flandrija. Dendermonde je također upravno središte istoimenog okruga (arondismana).
Najveća atrakcija je srednjovjekovno središte na kojem se nalazi trg s palačom Vleeshuis (palača mesarskog ceha, danas muzej) i palačom suknarskog ceha sa zvonikom (danas gradska vijećnica). Taj je zvonik uvršten 1999. godine na popisu svjetske baštine UNESCO-a kao zajedničko mjesto zvonika u Francuskoj i Belgiji.

## Gradovi pobratimi
Dendermonde ima ugovore o prijateljstvu sa sljedećim gradovima; 
- Geldrop, Nizozemska
- Nienburg/Weser, Njemačka
- Blagoevgrad, Bugarska
- Târgu Neamţ, Rumunjska